# Le tre ragazze in gamba crescono
Le tre ragazze in gamba crescono' (Three Smart Girls Grow Up) è un film del 1939 diretto da Henry Koster. Si tratta del sequel di Tre ragazze in gamba, col personaggio di  Kay che viene ora interpretato da Helen Parrish.

## Trama
Le sorelle Craig, giovani donne dell’alta società newyorkese, sono ancora alle prese con problemi di cuore. La più giovane delle tre, Penny, mantiene il suo ruolo di mediatrice e di piccola risolutrice di problemi in famiglia. Quando Joan, la sorella di mezzo, annuncia il fidanzamento con Richard, Kay, la sorella maggiore, si trova costretta a soffocare i propri sentimenti segreti per lui. Penny, che si rende conto della situazione, decide di intervenire per risolvere il conflitto amoroso.
Incurante dei rischi di combinare ulteriori guai, Penny tenta di trovare un nuovo interesse romantico per Kay e coinvolge Harry, un affascinante flautista che incontra durante le sue lezioni di canto. Tuttavia, le sue buone intenzioni producono l’effetto opposto: Harry si innamora di Joan, generando nuove complicazioni. Le tensioni tra le sorelle crescono e, a complicare la situazione, si aggiunge la poca attenzione dei genitori, distratti da impegni sociali e lavorativi. Penny, nonostante venga spesso ignorata o fraintesa, continua a lavorare instancabilmente per mettere le cose a posto, fino al lieto fine che vede le sorelle ottenere ciascuna il proprio amore.